# جيوفري داربي
جيوفري داربي هو كاتب سيناريو وكاتب كندي، ولد في 15 أبريل 1953.

## وصلات خارجية
- جيوفري داربي على موقع IMDb (الإنجليزية)